# آب و رسوب پایه
آب و رسوب پایه (به انگلیسی: Basic Sediment and Water) یا BS&W یک ویژگی فنی از ناخالصی‌های مشخص نفت خام است. هنگامی که استخراج از یک مخزن نفتی صورت می‌گیرد، نفت خام حاوی مقادیری از آب و ذرات معلق از سازند مخزن است. ذرات معلق به عنوان رسوب و لای شناخته می شوند. مقدار آب از میدانی به میدان دیگر بسیار متفاوت است و مقدار آن در میدان‌های قدیمی‌تر یا میدان‌هایی که با فناوری تزریق آب استخراج آنها افزایش یافته می‌تواند بسیار زیاد باشد. قسمت عمده‌ی آب و ذرات معلق، برای کاهش مقداری که بعداً حمل و نقل می‌شود، معمولاً در میدان جدا می‌شود. مقدار باقی مانده‌ی این ناخالصی‌های ناخواسته تحت عنوان آب و رسوب پایه (BS&W) اندازه‌گیری می‌شود. پالایشگاه‌های نفت همچنین ممکن است نفت خام با ویژگی BS&W مشخصی را بخرند یا به عنوان راه حل جایگزین واحدهای فرایندی اولیه‌ی آب‌زدا یا نمک‌زدا داشته باشند که BS&W را به حد مجاز برسانند یا تلفیقی از دو روش را استفاده کنند.